# Boros Tamás (politológus)
Boros Tamás (Budapest, 1981. augusztus 18. –) magyar politikai elemző, az Egyensúly Intézet igazgatója, a brüsszeli FEPS agytröszt tudományos tanácsának tagja.

## Életpályája
Boros Tamás európai uniós és kommunikációs szakértőként dolgozott az Európai Bizottságban és a Magyar Köztársaság Külügyminisztériumában. Négy éven keresztül egy civil szervezet, a Pillar Alapítvány igazgatója volt. Munkájáért elnyerte a német Schwarzkopf Alapítvány "Év európai fiatalja" díját. 2008 és 2019 között a Policy Solutions politikai elemző intézet társtulajdonosa és igazgatója. Jelenleg az Egyensúly Intézet igazgatója és a brüsszeli Foundation for European Progressive Studies (FEPS) agytröszt Tudományos Tanácsának is tagja.

## Munkássága
2008-ban társalapítója volt a Policy Solutions politikai elemző intézetnek, melynek stratégiai igazgatójaként dolgozott 11 éven át. Ez alatt több tucat magyar és angol nyelvű tanulmánynak volt a szerzője, többek közt a magyar és az európai demokrácia fejlődése, az euroszkepticizmus és a populizmus témájában. Kiemelt kutatási területe a magyar választók politikai attitűdje, ennek keretében a Politikai Osztálylétszám, A magyar álom, valamint a Politikai útmutató Magyarországhoz című kiadványok szerkesztője volt. A Policy Solutions egyik vezetőjeként több száz interjút adott, többek közt a BBC, a The Economist, a CNBC, a The Financial Times, a Le Monde, a Die Zeit, az Al Jazeera, a The New York Times, a Newsweek, valamint a Politico számára. Közel egy évtizeden át a HírTV és az ATV politikai elemzőműsorainak állandó vendége volt. Előadásokat tartott a London School of Economics (LSE) diákjainak az Egyesült Királyságban, az Európai Parlament tagjainak Brüsszelben, és a világ tucatnyi más országában Németországtól az Amerikai Egyesült Államokig.
Boros Tamás 2018-ban Kozák Ákossal és Závecz Tiborral közösen megalapította az Egyensúly Intézetet. Az alapítása óta az agytröszt igazgatójaként dolgozik, ahol az intézet munkájának irányításán túl tucatnyi szakpolitikai javaslatcsomag kidolgozásában vett részt, valamint gyakran ír publicisztikákat vezető magyar médiumok számára.
A Mensa HungarIQa tagja. Feleségével kulturális és közéleti szalonok rendszeres szervezője. Hobbija a filmtörténet és az utazás. Eddig a világ több mint 100 országát járta be Eritreától Vanuatuig.

## Művei
- Magyarország 2030 – Jövőkép a magyaroknak (Osiris Kiadó, 2020) ISBN 9789632764160
- Boros T. ed (2018): The State of Populism in Europe – 2017. Brussels: Foundation for European Progressive Studies – Policy Solutions.
- Boros T. (2017): Hungary and the Visegrad Four. In: The Future of the Visegrad Group, eds: Ania Skrzypek, Maria Skóra, Brussels-Berlin: Das Progressive Zentrum.
- Available at: http://www.progressives-zentrum.org/wp-content/uploads/2018/03/The-Future-of-the-Visegrad-Group_2018_ebook.pdf
- Boros T. ed, Geist R., Dr Giusto H., Dr Gruber O., Lafferton S., Dr Najšlová L. (2017): The ‘Flexible Solidarity’ - How Progressive Parties Handled the Migration Crisis in Central Europe. Brussels: Foundation for European Progressive Studies – Policy Solutions. Available at:
- http://www.policysolutions.hu/userfiles/elemzes/274/the_flexible_solidarity_web.pdf
- Boros T. ed, Adamski L., Bartha D., Jarábik B., Rácz A., Smolenova I., Dr. Stetter E. (2017): Good Neighbourliness? The Visegrád Countries and Ukraine. Brussels: Foundation for European Progressive Studies – Policy Solutions. Available at:
- http://www.policysolutions.hu/userfiles/elemzes/269/good_neighboorliness_all_web.pdf
- Boros T. (2017): Ungarn: Das Land der Anti-Merkel-Flüchtlingspolitik. In: Flucht, Migration und die Linke in Europa, Ed: Michael Bröning/Christoph P. Mohr, Bonn: J.H.W. Dietz Nachf. Available at:
- http://dietz-verlag.de/isbn/9783801205065/Flucht-Migration-und-die-Linke-in-Europa
- Boros T. (2016): Hungary: The country of the pro-European people and a Eurosceptic government. Berlin: Das Progressive Zentrum [online]. Available at: http://www.progressives-zentrum.org/hungary-the-country-of-the-pro-european-people-and-a-eurosceptic-government/
- Boros T. and Bíró-Nagy A. (2016): Jobbik going mainstream: strategy shift of the far right in Hungary. In: L'extrême droite en Europe, Ed: Jamin J., Brussels: Bruylant. Available at:
- http://fr.bruylant.larciergroup.com/titres/133863_2/l-extreme-droite-en-europe.html
- Boros T. ed, Győri, G. (2016): The Political Communication of the Refugee Crisis in Central and Eastern Europe. Brussels: Foundation for European Progressive Studies – Policy Solutions. Available at:
- http://www.feps-europe.eu/assets/3f672c37-1e17-4332-976b-ac395bc30ddd/political-communication-of-the-refugee-crisis-in-ceepdf.pdf
- Boros, T. (2016): Politics and Classes in Hungary. Photobook on Hungarian Voting Groups. Budapest: Friedrich-Ebert-Stiftung – Policy Solutions. Available at: http://www.policysolutions.hu/userfiles/elemzes/260/politikai_osztalyletszam_teljes_web.pdf
- Boros T. (2015): Clash of Values: Political Background of the Refugee Crisis in Hungary. Brussels: Foundation for European Progressive Studies [online] Available at: http://www.policysolutions.hu/userfiles/elemzes/235/clash_values_tamas_borospdf.pdf
- Boros T. (2014): Rising Euroscepticism and Potential EU Responses. In: Problems of Representative Democracy in Europe. Eds: Jan Marinus Wiersma, Ernst Stetter & Sebastian Schublach, Amsterdam: Uitgeverij Van Gennep BV. Available at: http://www.feps-europe.eu/assets/2cda9c0d-b131-4691-a7bd-da869a0d5806/mvs-problemsofr-150x220mm-def-digitaalpdf.pdf
- Boros T., Bíró-Nagy A. and Vasali Z. (2013): More Radical than the Radicals: the Jobbik Party in international comparison. In: Right-Wing Extremism in Europe. Eds: Melzer R., Serafin S., Berlin: Friedrich-Ebert-Stiftung. Available at:
- http://migration-online.de/data/fes_right_wing_extremism_in_europe.pdf#page=231
- Boros T. (2013): Another Hungarian Constitutional Amendment: Smoke and Mirrors for the World. Berlin: Friedrich Ebert Foundation [online]. Available at: http://library.fes.de/pdf-files/bueros/budapest/10832.pdf
- Boros T. (2013): Constitutional Amendments in Hungary: The Government's Struggle against the constitutional court. Berlin: Friedrich Ebert Foundation [online]. Available at: http://www.fesbp.hu/common/pdf/Nachrichten_aus_Ungarn_februar_2013.pdf
- Boros T., Bíró-Nagy A. and Varga Á. (2012): Right-wing Extremism in Hungary. Berlin: Friedrich Ebert Foundation [online]. Available at: http://library.fes.de/pdf-files/id-moe/09566.pdf